# DeMarcus Lawrence
DeMarcus Lawrence (* 28. April 1992 in Aiken, South Carolina) ist ein US-amerikanischer American-Football-Spieler auf der Position des Defensive Ends. Er spielt derzeit für die Seattle Seahawks in der National Football League. Von 2014 bis 2024 stand er bei den Dallas Cowboys unter Vertrag. Er spielte College Football für die Boise State University.

## College
Lawrence besuchte zunächst das Butler Community College, wechselte aber nach zwei Jahren an die Boise State University und spielte für deren Team, die Broncos, 2012 und 2013 erfolgreich College Football, für seine guten Leistungen wurde er wiederholt in diverse Auswahlteams berufen. Ihm gelangen dabei insgesamt 120 Tackles und 20,0 Sacks.

## NFL
Im NFL Draft 2014 wurde Lawrence in der zweiten Runde an insgesamt 34. Stelle von den Dallas Cowboys ausgewählt. Nachdem die Cowboys aufgrund von Salary-Cap-Problemen DeMarcus Ware entlassen hatten, mussten sie dringend ihre Defensive Line verstärken. Sie tauschten ihren Zweit- und Drittrundenpick gegen den Zweitrundenpick der Washington Redskins, um so weiter nach vorne zu rücken und Lawrence auswählen zu können. Allerdings brach er sich in der Vorbereitung sein Bein und konnte in seiner Rookie-Saison nur in sieben Spielen der Regular Season auflaufen. Aufsehen erregte er im Wild-Card-Game gegen die Detroit Lions. Etwas mehr als zwei Minuten vor Ende des Spiels lagen die Cowboys knapp in Führung, als Lawrence einen Fumble von Matthew Stafford erobern konnte. Statt ihn nur zu sichern, wollte er selbst Raumgewinn erzielen und verlor seinerseits den Ball, wodurch das Angriffsrecht wieder an die Lions ging. Im folgenden Drive gelang ihm ein Sack gegen Stafford und er konnte den daraus resultierenden neuerlichen Fumble sichern und so den Sieg der Cowboys sicherstellen. 2015 kam er in allen Partien zum Einsatz, 13-mal davon als Starter.
Nachdem er sich Im Sommer einer Rückenoperation unterziehen musste und darüber hinaus wegen eines nicht bestandenen Drogentests für die ersten vier Spiele gesperrt wurde, verlief die Spielzeit 2016 für ihn eher enttäuschend. In neun Partien gelangen ihm nur elf Tackles und ein einziger Sack. Ganz anders hingegen 2017. Er mauserte sich zu einem der besten Pass Rusher der Liga und konnte 14,5 Sacks erzielen. Für seine konstant guten Leistungen wurde er erstmals in den Pro Bowl berufen.
Nachdem bei Verhandlungen über einen mehrjährigen Vertrag keine Einigung erzielt werden konnte, belegten die Cowboys Lawrence Anfang März mit einem Franchise Tag, dadurch spielte er ein weiteres Jahr für das Team und erhielt dafür 17,4 Millionen US-Dollar. In der Saison 2018 erzielte er 10,5 Sacks und wurde erneut für den Pro Bowl nominiert.
Im April 2019 einigte sich Lawrence mit den Cowboys auf einen Fünfjahresvertrag über 105 Millionen US-Dollar, womit er zum bestbezahlten NFL-Spieler wurde, der nicht als Quarterback spielt. In der Saison 2020 erzielte er Bestwerte für sein Team in Sacks (6,5), Tackles für Raumverlust (8) und erzwungenen Fumbles (4, damit Einstellung seines Karrierebestwerts).
Die Saison 2021 begann nicht gut für DeMarcus Lawrence. Nach dem mit 29:31 knapp verlorenen Auftaktspiel bei den Tampa Bay Buccaneers brach er sich im Training den Fuß und wurde auf die Injured Reserve List gesetzt. Erst in Woche 13 kehrte er in den Spielkader zurück. Beim 56:14-Kantersieg gegen die Washington Commanders gelang ihm erstmals in seiner Laufbahn ein Pick Six, als er einen Pass von Taylor Heinicke abfangen und bis in die Endzone zurücktragen konnte.
2022 lief er in allen 17 Spielen als Starter auf und erreichte mit 61 Tackles, davon 6 tackles for loss, einen neuen Karrierebestwert. In Woche 5 gegen die LA Rams konnte er einen durch den Sack von Dorance Armstrong an Matthew Stafford verursachten Fumble aufnehmen und über 19 Yards zu einem Touchdown zurücktragen. Zum dritten Mal wurde er in den Pro Bowl gewählt.
Auch 2023 startete Lawrence in allen 17 Regular-Season-Spielen und wurde erneut in den Pro Bowl gewählt. In diesem Jahr war er der Kandidat der Dallas Cowboys für den Walter Payton Man of the Year Award. Die Saison 2024 war für ihn bereits nach dem 4. Spieltag wegen einer Fußverletzung beendet. Nach einer für die Dallas Cowboys erneut enttäuschenden und von Verletzungspech begleiteten Saison, die mit einer negativen Punktebilanz nur auf Platz 3 der NFC East abgeschlossen wurde, unterschrieb Lawrence am 13. März 2025 einen Dreijahresvertrag über 32,5 Millionen US-Dollar, davon 18 Millionen garantiert, bei den Seattle Seahawks.

### NFL-Statistiken
| Saison                             | Saison  | Spiele | Spiele      | Tackles | Tackles | Tackles | Tackles | Interceptions | Interceptions | Interceptions | Interceptions | Interceptions | Fumbles | Fumbles | Fumbles |
| Jahr                               | Team    | Spiele | als Starter | Gesamt  | Solo    | Ast     | Sacks   | PD            | INT           | Yds           | Lng           | TD            | FF      | FR      | TD      |
| ---------------------------------- | ------- | ------ | ----------- | ------- | ------- | ------- | ------- | ------------- | ------------- | ------------- | ------------- | ------------- | ------- | ------- | ------- |
| 2014                               | Cowboys | 7      | 0           | 9       | 6       | 3       | 0,0     | 0             | 0             | 0             | 0             | 0             | 0       | 0       | 0       |
| 2014                               | Cowboys | 16     | 13          | 55      | 35      | 20      | 8,0     | 0             | 0             | 0             | 0             | 0             | 1       | 0       | 0       |
| 2016                               | Cowboys | 9      | 3           | 11      | 8       | 3       | 1,0     | 0             | 0             | 0             | 0             | 0             | 1       | 0       | 0       |
| 2017                               | Cowboys | 16     | 16          | 58      | 35      | 23      | 14,5    | 1             | 0             | 0             | 0             | 0             | 4       | 2       | 0       |
| 2018                               | Cowboys | 16     | 15          | 64      | 42      | 22      | 10,5    | 1             | 1             | 13            | 13            | 0             | 2       | 1       | 0       |
| 2019                               | Cowboys | 16     | 16          | 45      | 30      | 15      | 5,0     | 2             | 0             | 0             | 0             | 0             | 2       | 2       | 0       |
| 2020                               | Cowboys | 16     | 15          | 58      | 34      | 24      | 6,5     | 2             | 0             | 0             | 0             | 0             | 4       | 1       | 0       |
| 2021                               | Cowboys | 7      | 7           | 21      | 16      | 5       | 3,0     | 5             | 1             | 40            | 40            | 1             | 2       | 0       | 0       |
| 2022                               | Cowboys | 17     | 17          | 65      | 43      | 22      | 6,0     | 3             | 0             | 0             | 0             | 0             | 3       | 2       | 1       |
| 2023                               | Cowboys | 17     | 17          | 50      | 29      | 21      | 4,0     | 6             | 0             | 0             | 0             | 0             | 1       | 0       | 0       |
| 2024                               | Cowboys | 4      | 4           | 14      | 7       | 7       | 3,0     | 0             | 0             | 0             | 0             | 0             | 1       | 0       | 0       |
| Gesamt                             | Gesamt  | 141    | 123         | 450     | 285     | 165     | 34,0    | 20            | 2             | 53            | 40            | 1             | 21      | 8       | 1       |
| Quelle: pro-football-reference.com |         |        |             |         |         |         |         |               |               |               |               |               |         |         |         |